# مسجد رحيم خان
مسجد رحيم خان (بالفارسية: مسجد رحیم‌خان) هو مسجد تاريخي يعود إلى عصر القاجاريون، ويقع في أصفهان.